# Portbail
Portbail är en kommun i departementet Manche i regionen Normandie i norra Frankrike. Kommunen ligger i kantonen Barneville-Carteret som tillhör arrondissementet Cherbourg. År 2018 hade Portbail 1 501 invånare.

## Befolkningsutveckling
Antalet invånare i kommunen Portbail
| Referens: INSEE |